# Беду
Беду (фр. Bedous) насеље је и општина у југозападној Француској у региону Аквитанија, у департману Атлантски Пиринеји која припада префектури Oloron-Sainte-Marie.
По подацима из 2011. године у општини је живело 558 становника, а густина насељености је износила 47,94 становника/km². Општина се простире на површини од 12 km². Налази се на средњој надморској висини од 400 метара (максималној 1567 m, а минималној 372 m).

## Демографија
| 1962. | 1968. | 1975. | 1982. | 1990. | 1999. | 2011. |
| ----- | ----- | ----- | ----- | ----- | ----- | ----- |
| 802   | 591   | 542   | 610   | 554   | 578   | 558   |

График промене броја становника у току последњих година